# Стриптиз (фільм)
Стриптиз (англ. Striptease) — американська чорна кінокомедія 1996 року, знята режисером Ендрю Бергманом, з Демі Мур і Бертом Рейнольдсом у головних ролях.

## Сюжет
У важких життєвих обставинах опинилася молода розлучена жінка Ерін Грант, суд залишив її доньку з батьком — дурнуватим ледарем і нахабою, а вона сама втратила роботу. Єдиним місцем, куди їй вдалося влаштуватися, був стрип-клуб, де вона виявилася найкращою танцівницею. Незважаючи на те, що вона працює в закладі з такою репутацією, у ньому перебувають чуйні й чуйні люди: танцівниці, деякі відвідувачі та величезний добрий вишибала, готовий допомогти Ерін повернути їй доньку. Але одного разу в клуб зайшов сексуально стурбований конгресмен Девід Ділбек, побачив, як танцює Ерін, і йому захотілося з нею переспати. Це привело виборчу команду Ділбека в жах, адже наближаються вибори. Тому в окрузі починають коїтися дивні та страшні речі. Але Ерін не збирається піддаватися похоті політика-збоченця і бере його самого в заручники.

## У ролях
- Демі Мур — Ерін Грант
- Берт Рейнольдс — конгресмен Дейв Ділбек
- Арманд Ассанте — Ел Гарсіа
- Роберт Патрік — Даррелл Грант
- Джері Грейсон — Орлі
- Румер Вілліс — Анжелла Грант
- Роберт Стентон — Ірб Крендел
- Вільям Гілл — Джері Кілліан
- Стюарт Панкін — Алан Мордекай
- Діна Спайбі — епізод
- Барбара Елін Вудс — епізод
- Рена Ріффел — Тіффані
- Сайобхан Фелон — епізод
- Гері Басараба — Альберто
- Джанні Руссо — епізод
- Хосе Суніга — епізод
- Ентоні Короне — епізод
- Кіон Янг — епізод
- Вінг Реймс — Шад
- Пол Гілфойл — Малколм Молдовскі
- Ентоні Джонс — епізод
- Кімберлі Флінн — епізод
- Едуардо Яньєс — епізод
- Тедді Бергман — епізод
- Луї Сігер Крум — епізод
- Дебора Магдалена — епізод
- Бред Гранберг — епізод
- Ентоні Джіеймо — епізод
- Пешон Вілсон — епізод
- Анна Лобелл — епізод
- Даян Адамс — епізод
- Кейт Блейні — епізод
- Марко Ассанте — епізод
- Чад Айєрс — епізод
- Крісті Беверлі — епізод
- Френсіс Фішер — Донна Гарсія
- Едж — епізод
- Едвард Б. Голдштейн — епізод
- Стів Воррен — епізод
- Карл Вайт — епізод
- Пол Ентоні Рейнольдс — епізод
- Теммі Саттон — епізод

## Знімальна група
- Режисер — Ендрю Бергман
- Сценарист — Ендрю Бергман
- Оператор — Стівен Голдблатт
- Композитор — Говард Шор
- Художник — Мел Борн, Альберт Вольскі, Леслі Блум
- Продюсери — Ендрю Бергман, Джозеф Гартвік, Майк Лобелл, Денін Лагроун Конрой
- Монтаж — Енн В. Коутс

## Нагороди та номінації
1997 року фільм отримав нагороду «Золота малина» у 6 категоріях:
- «Найгірший фільм» (Майк Лобелл)
- «Найгірша акторка» (Демі Мур)
- «Найгірший режисер» (Ендрю Бергман)
- «Найгірший сценарій» (Ендрю Бергман)
- «Найгірша пісня» (Марвін Монтгомері)
- «Найгірший акторський дует» (Демі Мур і Берт Рейнольдс)
- номінація в категорії «Найгірша чоловіча роль другого плану» (Берт Рейнольдс).

2000 року фільм отримав нагороду «Золота малина» у категорії «Найгірша картина десятиліття».